# Лоньё
Лоньё (фр. Lompnieu) — коммуна во Франции, находится в регионе Рона — Альпы. Департамент — Эн. Входит в состав кантона Шампань-ан-Вальроме. Округ коммуны — Белле.
Код INSEE коммуны — 01221.

## География

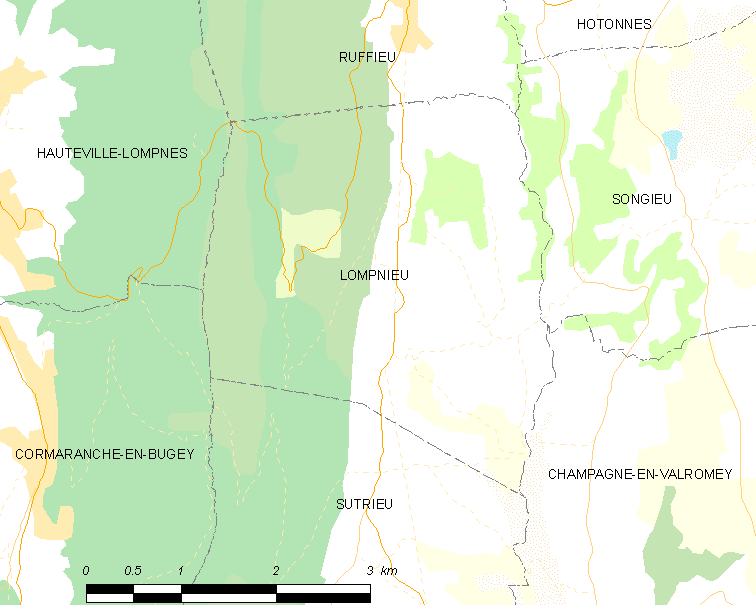
Карта коммуны

Коммуна расположена приблизительно в 410 км к юго-востоку от Парижа, в 70 км восточнее Лиона, в 45 км к юго-востоку от Бурк-ан-Бреса.

## Климат
Климат полуконтинентальный с холодной зимой и тёплым летом. Дожди бывают нечасто, в основном летом.

## Население
Население коммуны на 2010 год составляло 122 человека.
| 1962 | 1968 | 1975 | 1982 | 1990 | 1999 | 2010 |
| ---- | ---- | ---- | ---- | ---- | ---- | ---- |
| 166  | 150  | 122  | 115  | 97   | 103  | 122  |

## Администрация
| Период | Период | Фамилия       | Партия | Примечания |
| ------ | ------ | ------------- | ------ | ---------- |
| 1995   | 2010   | Фернан Реймон |        |            |
| 2010   | 2020   | Марк Шарве    |        |            |

## Экономика
В 2010 году среди 74 человек трудоспособного возраста (15—64 лет) 51 были экономически активными, 23 — неактивными (показатель активности — 68,9 %, в 1999 году было 55,8 %). Из 51 активных жителей работали 49 человек (26 мужчин и 23 женщины), безработных было 2 (1 мужчина и 1 женщина). Среди 23 неактивных 1 человек был учеником или студентом, 17 — пенсионерами, 5 были неактивными по другим причинам.